# 東村 (長野県上高井郡)
東村（あずまむら）は長野県上高井郡にあった村。現在の須坂市の南半にあたる。

## 地理
- 山：妙徳山、熊窪山、梯子山、根子岳、四阿山、浦倉山、奇妙山、米子山、土鍋山、破風岳、悪婆山、奈良山、明覚山
- 河川：百々山、鮎川、灰野川

## 歴史
- 1955年（昭和30年）1月1日 - 豊丘村・仁礼村が合併して発足。
- 1971年（昭和46年）4月30日 - 須坂市に編入。同日東村廃止。